# San Matteo della Decima
San Matteo della Decima (La Ciṡanôva nel locale dialetto bolognese occidentale) è una frazione del comune di San Giovanni in Persiceto, nella città metropolitana di Bologna, in Emilia-Romagna.

## Geografia
San Matteo della Decima è situato nell'estremità nord-occidentale della provincia di Bologna, a 9 km a nord-est del capoluogo comunale San Giovanni in Persiceto, a 5,5 km a sud-ovest del comune ferrarese di Cento e a 33 km a nord-ovest di Bologna. San Matteo della Decima, prima di essere bonificata, era effettivamente una zona paludosa, caratterizzata da terreni umidi e difficili da coltivare. La bonifica iniziò nel XVI secolo e continuò con maggiore intensità nel XIX secolo, in particolare negli anni '50 e '60 del 1800. Questi interventi di drenaggio e trasformazione del territorio hanno reso possibile l'agricoltura e lo sviluppo della comunità.

## Storia
Il 5 aprile 1920, in pieno biennio rosso, fu organizzata dalla Camera del Lavoro una manifestazione per i contadini e i braccianti del luogo, da tempo impegnati in una dura vertenza sindacale con i proprietari terrieri della zona. In un momento di tensione i Reali Carabinieri di servizio quel giorno iniziarono a sparare e a caricare con le baionette la folla causando 8 morti e 45 feriti. Tra le vittime anche uno degli oratori della giornata, il sindacalista anarchico Sigismondo Campagnoli. San Matteo della Decima prende il nome da San Matteo, uno degli apostoli e evangelisti, noto per aver scritto il Vangelo di Matteo. La località "della Decima" si riferisce storicamente a un'area in cui, in epoche passate, era prevista una decima parte dei raccolti da destinare alla Chiesa. Questo tipo di tassazione ecclesiastica era comune in molte zone.

## Cultura

### Eventi
Ogni anno in febbraio a San Matteo della Decima ha luogo il carnevale di Decima.
"Brusa la vecia" è una tradizione popolare che si svolge a San Matteo della Decima, tipica di molte località dell'Emilia-Romagna. Questa festa si celebra in genere in occasione dell'Epifania e consiste nel bruciare una vecchia, che rappresenta simbolicamente l'anno passato e i suoi problemi. La figura della vecchia è spesso realizzata con materiali vari, soprattutto paglia, e viene accompagnata da canti, balli e festeggiamenti. L'evento ha un forte significato di purificazione e rinnovamento, simboleggiando l'arrivo della primavera e un nuovo inizio.

## Infrastrutture e trasporti
San Matteo della Decima è attraversata dalla SS 255, cui il paese ha dato il nome e che unisce Modena a Ferrara.